# DSBFirst
DSBFirst (Deens: DSBFirst ApS en Zweeds: DSBFirst Sverige AB) was een spoorwegmaatschappij die in Zweden actief was. De maatschappij werd in 2007 opgericht als samenwerking tussen Danske Statsbaner (met 70% van de aandelen) en de Schotse vervoersonderneming FirstGroup (met 30% van de aandelen). 

## Geschiedenis
DSBFirst verwierf op juni 2007 van de Deense nationale vervoersautoriteit en de Zweedse regionale vervoersautoriteit Skånetrafiken de concessie voor de Øresundståg met ingang van december 2009. Het contract betrof een periode van zeven jaar met een optie van twee jaar. De activiteiten werden in Denemarken onder gebracht bij DSBFirst Øresund Danmark en in Zweden onder gebracht bij DSBFirst Øresund Sverge.
In augustus 2009 kreeg het bedrijf de concessie in handen voor de Västtrafik-treinen in de regio Göteborg. Dit betrof de volgende trajecten:
- Göteborg - Stenungsund / Göteborg - Uddevalla / Göteborg - Strömstad en Skee - Strömstad
- Göteborg - Trollhättan - Vänersborg, (Zweeds: Vänerbanan)
- Göteborg - Borås via Liseberg, (Zweeds: Kust till kustbanan)
- Göteborg - Alingsås - Skövde, (Zweeds: Västra stambanan)
- Herrljunga - Lidköping - Mariestad - Hallsberg, (Zweeds: Kinnekullebanan)
- Skövde - Falköping - Jönköping - Nässjö, (Zweeds: Jönköpingsbanan)
- Uddevalla - Vänersborg - Herrljunga - Borås, (Zweeds: Älvsborgsbanan)
- Borås - Varberg (Zweeds: Viskadalsbanan)

Onder de naam DSBFirst Väst werden ook sinds 12 december 2010 de Göteborgs pendeltåg (lokale treinen) op de volgende trajecten rond Göteborg ingezet:
- Göteborg - Alingsås
- Göteborg - Kungsbacka

Op 22 april 2011 werd bekend dat FirstGroup zich terug trekt uit DSBFirst en de aandelen terug gaf aan DSB. DSB werd ervan verdacht om DSBFirst met staatssteun te hebben geholpen. CEO Søren Eriksen van DSB trad daarop op 18 maart 2011 af, interim-CEO Klaus Pedersen volgde op 14 april 2011. De concessie voor de Øresundståg werd vanaf december 2011 in Zweden uitgevoerd door Transdev, de activiteiten rond Göteborg werden vanaf 30 juni 2012 overgedragen aan SJ. 